# Замок Рентіна
Замок Рентіна  — замок розташований на пагорбі, у підніжжя якого протікає річка, на схід від селища Ретіна, Греція.

## Історія
Про сліди присутності людей на пагорбі свідчать знахідки епохи неоліту. Близько 450 р. були побудовані перші укріплення пагорбу. Пізніше за імператора Юстиніана (527-565) ці укріплення посилювалися та збудоване сховище для води.
Наступною віхою в історії Рентіни, є створення близько 900 року в поселенні єпархії. Протягом  X століття в замку були відремонтовані стіни, побудована західна вежа, будинки та громадські будівлі, у тому числі церква та житло єпископа.
У 1204 році він був зайнятий лицарями-хрестоносцями і на період до 1224 року стає одним з володінь Франкського королівства в Салоніках. Замок використовувався для контролю над Салонікську рівнину та затокою Стримонікос, а також дорогою між Македонією та Фракією. В 1224 році замок перейшов до Епірського деспотату.
Імператор Нікейської імперії Іоанн III Дука Ватац захопив замок в 1242 році на свому шляху до Саллонік.
В 1342 році під час другої візантійської громадянської війни, замок захопив Іоанн VI Кантакузин, залишивши там гарнізон. Проте Сиргіс, голова Серреса, обложив замок, заарештував солдатів та мешканців замку, які співпрацювали з Кантакузином, ув'язнив їх і піддав тортурам.
Рентіна послідовно потрапляє до сербів (1345 р.), греків (1371 р.), турків (1383 р.), знову греків (1402 р.), та до османів (до 1423 р.). Після остаточного завоюванням замку османами починається його занепад. В цьому регіоні поселяються кочівники юрюки, що змушує місцевих мешканців перенести адміністративний центр до поселення Волві поруч з одноіменним озером. Про ознаки використання замку в XVI столітті свідчать віднайдені монети, датовані цим періодом.

## Архітектура
Перші укріплення навколо поселення, які включали п'ятигранну цитадель і стіну, що охоплювала південно-західну частині пагорба, дві брами на західній та південній частинах, датовані IV століттям. За імператора Юстиніана мури на південній стороні посилюються напівкруглою баштою, а також розбудовуються у висоту, будується сховище для води в середині цитаделі. В X столітті коли поселення стало єпискоством по кутах мурів та інших вразливих ділянках замку добудовано оборонні вежі, а зі східної сторони вздовж скель побудований новий оборонний мур. Проте вже в XII столітті вежа зі східної сторони була зруйнована та занедбана як і частина східної стіни.
Хрестоності, які заволоділи замком в 1204 році зміцнили стіни цитаделі, відремонтували північну прямокутну вежу та північний мур. Після захоплення замку імператором Іоанном III Дука Ватацом в районі східної сторони замку збудовані нова цитадель. Загалом в замку віднайдено дев'ять оборонних веж.
В 2014-2015 роках замок було пошкоджено зливами. Зокрема на південно-західній його частині вода розмила ґрунт (12 ділянок), що призвело до зсуву стін, побудованих без застосування зв'язуючого розчину. Надалі ці пошкодження були усунуті.

## Археологічні розкопки та знахідки

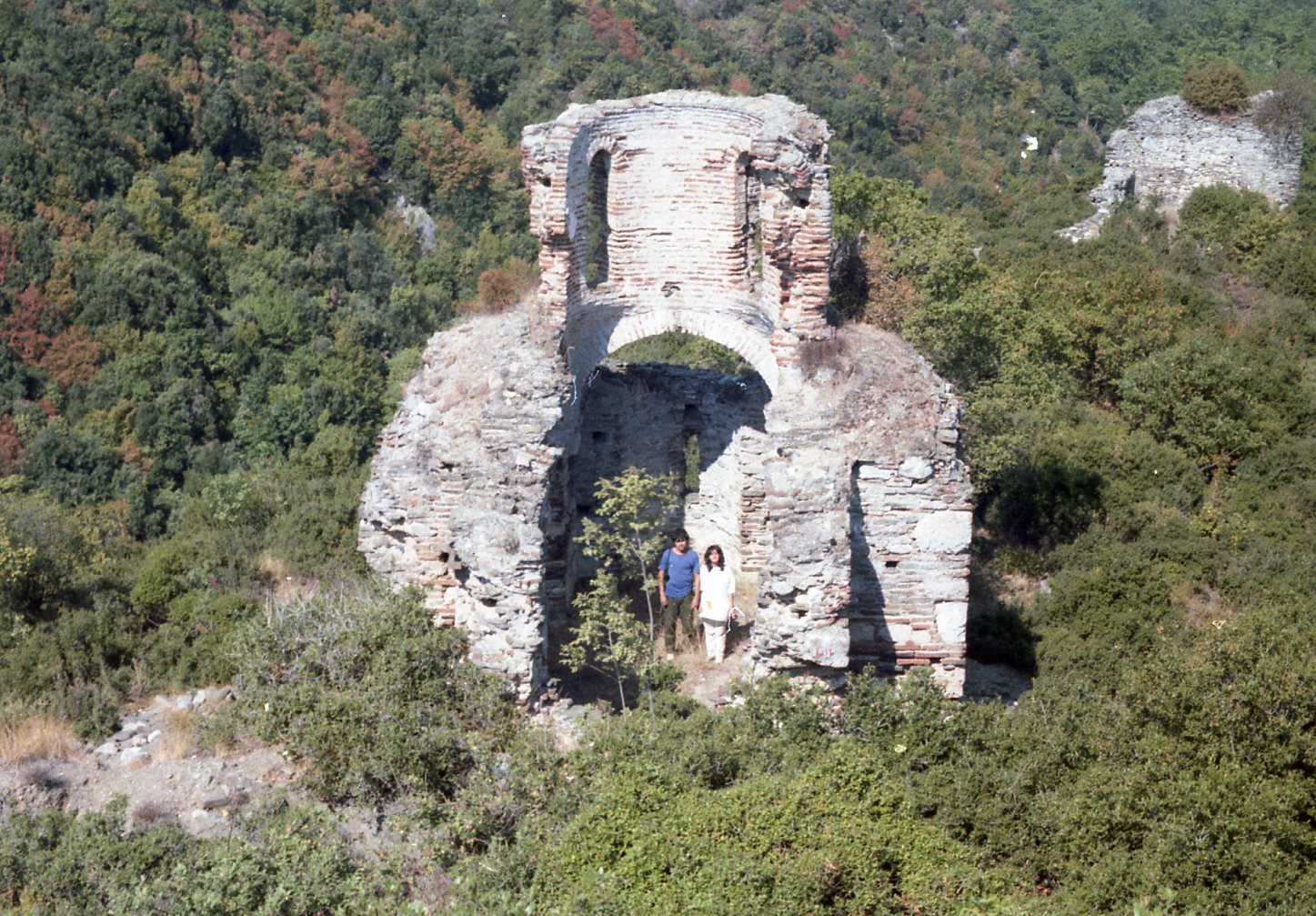
Руїни базиліки

Центр візантійських досліджень Університету Арістотеля в Салоніках розпочав розкопки укріплень у 1976 році, які продовжуються донині.  Дев'ятий ефорат візантійських старожитностей також проводив розкопки у 2007-2008 роках. Завершення археологічних стратиграфічних дослідженням у різних частинах західної сторони пагорба дозволило віднайти та датувати знаряддя праці та інші предмети епохи неоліту, архаїчні статуетки та черепки посудин, що датуються від класичного до римського та ранньохристиянського періоду. Загальна кількість знахідок включає щонайменше 2000 грецьких монет, 400 посудин, а також грецькі написи, зброя.
Серед знахідок - візантійський скіфос і залишки гончарних виробів X - XIV століття, срібні намиста та інші ювелірні прикраси із золота та срібла. Також виявлено таємні сходи, що вели від цитаделі до підземних резервуарів і слугували таємним ходом для втечі з замку, древній храм, базиліка X століття, будинки та майстерні, церква та кладовище поза стінами поселення. В базиліці збереглися фрагменти фресок. Дослідження допомогли відновити соціальну та стратегічну роль, яку відігравали візантійські замки та їх повсякденне життя. Частина знахідок із замку експонується в Музеї візантійської культури Саллоніків. Замок не відкритий для відвідування.